# Chondrodyplasia punctata, rhizomeler Typ
Das Chondrodysplasia punctata, rhizomeler Typ oder Rhizomele Chondrodysplasia punctata, kurz RCDP, ist eine sehr seltene angeborene Erkrankung, eine sich bereits im Kleinkindesalter mit einer Verkürzung von Oberarm und Oberschenkel (Rhizomelie) manifestierende Form der Chondrodysplasia punctata.
Die Bezeichnung geht zurück auf eine Veröffentlichung durch R. C. Lightwood aus dem Jahre 1931.

## Verbreitung
Die Häufigkeit wird mit 1–9 zu 100.000 angegeben, die Vererbung erfolgt autosomal-rezessiv.

## Ursache
Die Ursache liegt in Störungen im Stoffwechsel der Peroxisomen. Nach der Lokalisation erfolgt eine Unterteilung in folgende Typen:
- Typ 1: Häufigste Form mit Mutationen im PEX7-Gen im Chromosom 6 am Genort q23.3, welche den PTS2-Rezeptor betreffen[4]
- Typ 2: Mutationen im GNPAT-Gen im Chromosom 1 an q42, die Dihydroxyacetonphosphat-Acyltransferase betreffend[5]
- Typ 3: Mutationen im AGPS-Gen im Chromosom 2 an q31.2, die peroxisomale Alkyl-Dihydroxyacetonphosphat-Synthase verändernd.[6]
- Typ 5: Mutationen im PEX5-Gen im Chromosom 12 an p13.31, den PTS1-Rezeptor betreffend.[7]

Der FAR1-Mangel wurde von T. Baroy und Mitarbeiter als Typ 4 bezeichnet.

## Klinische Erscheinungen
Klinische Kriterien sind:
- schon bei Geburt rhizomeler Kleinwuchs
- pausbäckiges, flaches Gesicht, Epikanthus
- Angeborene Katarakt, symmetrisch
- Ichthyosis. Spärlicher Haarwuchs
- Mikrozephalie
- Gelenkbeweglichkeit eingeschränkt
- Phytansäure im Plasma erhöht
- postnatale Gedeihstörung
- kaum therapierbare Skoliose, Kyphose
- geistige Behinderung

## Diagnose
Im Röntgenbild Verkürzung von Humerus und Femur, dysplastische Konfiguration der Metaphysen, koronare Wirbelkörperspalten
Wie bei den anderen Formen der Chondrodysplasie punctata Verkalkungsherde im ersten Lebensjahr mit späteren Ossifikationsanomalien der Epiphysen.
Spezifische Kriterien sind nach J. W. Spranger:
- Symmetrische, schwere Verkürzung von Femur und/oder Humerus.
- Ausgeprägte metaphysäre Ossifikationsstörungen.
- Vertikale, systemhafte Ossifikationsspalten der Wirbelkörper.
- Trapezförmige Dysplasie der Beckenschaufeln.

Bei bekannter Mutation in der Familie ist eine vorgeburtliche Diagnose möglich.

## Differentialdiagnose
Abzugrenzen sind das Zellweger-Syndrom, die Warfarin-Embryopathie, der FAR1-Mangel und die Chondrodysplasia punctata, tibial-metakarpaler Typ.

## Therapie
Eine ursächliche Behandlung ist nicht bekannt.

## Heilungsaussicht
Die Prognose ist ungünstig, die Patienten sterben im ersten Lebensjahrzehnt, zumeist aufgrund von Atemstörungen.